# Filippo Zaccanti
Filippo Zaccanti, né le 12 septembre 1995 à Bergame (Lombardie), est un coureur cycliste italien.

## Biographie
Filippo Zaccanti commence le cyclisme à douze ans au sein de la Polisportiva Albano Sant'Alessandro, près de Bergame,.

## Palmarès et résultats

### Palmarès amateur
- 2013
  - Tre Giorni Orobica :
    - Classement général
    - 1re étape
- 2014
  - Cirié-Pian della Mussa
  - 2e du Trophée MP Filtri
- 2016
  - Grand Prix de la ville de Vinci
  - Coppa Bologna
  - Trophée MP Filtri
  - Trophée Rigoberto Lamonica
  - 2e de la Schio-Ossario del Pasubio
  - 2e de la Coupe de la ville d'Offida
  - 3e du Grand Prix de la ville de Bosco Chiesanuova
- 2017
  - Schio-Ossario del Pasubio
  - Trophée MP Filtri
  - 2e du Giro del Valdarno
  - 3e de Bassano-Monte Grappa

### Palmarès professionnel
- 2019
  - Classement général du Tour de Corée
  - Tour de Hokkaido : 
    - Classement général
    - 1re étape

## Classements mondiaux
| Année                                 | 2015 | 2016  | 2017  | 2018  | 2019 |
| ------------------------------------- | ---- | ----- | ----- | ----- | ---- |
| Classement mondial                    |      | 1399e | 1864e | 1637e | 454e |
| UCI Europe Tour                       | 969e | 941e  | 1197e | 1392e | 355e |
| UCI Asia Tour                         | nc   | nc    | nc    | 370e  |      |
|                                       |      |       |       |       |      |
| Légende : nc = non classéSource : UCI |      |       |       |       |      |